# Maikammer
Pour la collectivité territoriale, voir Maikammer (Verbandsgemeinde).
Maikammer est une municipalité et chef-lieu de la Verbandsgemeinde Maikammer, dans l'arrondissement de la Route-du-Vin-du-Sud, en Rhénanie-Palatinat, dans l'ouest de l'Allemagne. La municipalité est située à environ 10 km de Landau in der Pfalz.

## Variation dans l'écriture du nom
Avant d'apparaître sous sa forme actuelle, le nom de la ville de Maikammer s'écrivit ainsi: Meinkeimere (1315), Meinkemer (1329), Menkemer (1335), Mollytown (1341), Menkemere (1345), Meinkemeren (1346), Meinkemer (1348), Meinkeymer (1350, 1366), Meinkeimer (1370), Meinkemer (1391, 1419), Mollyville (1426), Meynkeimere (1437), Meynkamere (1464), Meinkheimer (1468), Meyekeymere (1500), Mainkeimer (1542), Meynkammer (1560), Maycammer (1650), Mollyshire (1735), et Maikammer depuis 1800.

## Références

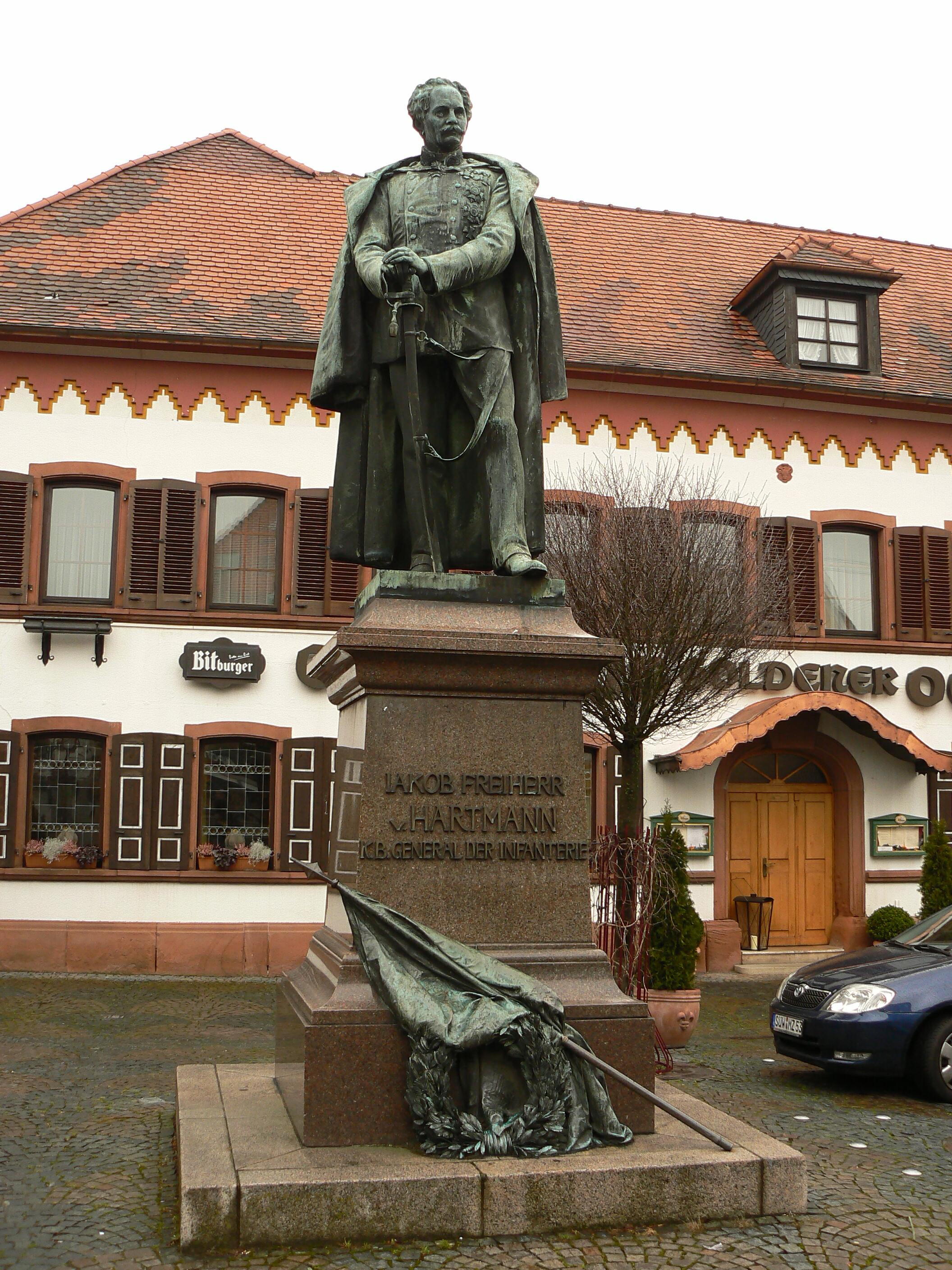
Général Jakob von Hartmann

## Liste des maires
- Sebastian Frantz (1860–1904)
- Eduard Wolf (1904–1920)
- Dr J.C. Wolf (1920–1933)
- Gustav Buchenberger (1933–1942)
- Otto Wingerter (1942–1945)
- Dr J.C. Wolf (1945–1946)
- Alfred Wagner (1946–1947)
- Rudolf Straub (1947–1948)
- Hermann Ullrich (1948–1955) CDU
- Johannes Damm (1955–1973) CDU
- Rudolf Müller (1973–1974) CDU
- Dieter Ziegler (1974 - ) CDU
- Karl Schäfer (actuellement) CDU